# Centraal Comité
Een Centraal Comité is een bestuursorgaan binnen een politieke partij, meestal binnen een communistische partij. Het Centraal Comité van de Communistische Partij van de Sovjet-Unie werd of wordt net als Centraal Comités van andere communistische partijen gekozen tijdens een partijcongres om de partij te besturen tussen de partijcongressen in. Tussen de zittingen van het Centraal Comité in gaat het uit het Centraal Comité gekozen Politbureau over het dagelijks bestuur van de partij. Hoewel in theorie het Politbureau ondergeschikt is aan het Centraal Comité, blijkt de werkelijke macht bij een communistische partij  (in de stalinistisch of maoïstische traditie) bij het Politbureau te liggen. Ook in veel zelfbenoemde “socialistische” landen lag de macht in handen van het Politbureau van de heersende communistische partij.   
Andere partijen, zoals de Democratische Partij en de Republikeinse Partij, kennen een Centraal Comité als bestuursorgaan, maar ook de vroegere Anti-Revolutionaire Partij. 
De Anonieme Alcoholisten (AA) en de mennonieten kennen ook een Centraal Comité.

## (Voormalige) Centrale Comités
- Centraal Comité van de Communistische Partij van China in de Volksrepubliek China
- Centraal Comité van de Communistische Partij van Cuba in Cuba
- Centraal Comité van de Communistische Partij van de Sovjet-Unie in de Sovjet-Unie
- Centraal Comité van de Communistische Partij van Vietnam in de Socialistische Republiek van Vietnam
- Centraal Comité van de Hongaarse Werkerspartij
- Centraal Comité van de Albanese Partij van de Arbeid in Albanië
- Centraal Comité van de Democratische Volkspartij van Afghanistan in de Republiek Afghanistan
- Centraal Comité van de Poolse Verenigde Arbeiderspartij in de Volksrepubliek Polen
- Centraal Comité van de Zuid-Afrikaanse Comministische Partij in Zuid-Afrika
- Centraal Comité van de Koreaanse Werkerspartij in de Volksrepubliek Korea (Noord-Korea)